# Mrs. Doubtfire - Mammo per sempre
Mrs. Doubtfire - Mammo per sempre (Mrs. Doubtfire) è un film commedia drammatica del 1993 diretto da Chris Columbus, liberamente basato sul romanzo del 1987 Un padre a ore di Anne Fine.
Il film, interpretato da Robin Williams, Sally Field e Pierce Brosnan, segue un attore recentemente divorziato che si traveste da governante per poter interagire con i suoi figli. Il film affronta i temi del divorzio, della separazione e dell'effetto che hanno su una famiglia.
Il film ha vinto il Premio Oscar per il miglior trucco e due Golden Globe, tra cui miglior film commedia o musicale.
Ha incassato $ 441,3 milioni contro un budget di $ 25 milioni, diventando così il secondo film di maggior incasso del 1993. Sebbene il film abbia ricevuto recensioni contrastanti al momento dell'uscita, la sua accoglienza e popolarità sono migliorate considerevolmente, piazzandosi al 67º posto nella lista AFI's 100 Years... 100 Laughs dell'American Film Institute.

## Trama
Daniel Hillard è un doppiatore con uno straordinario talento nel variare le voci che lavora e vive a San Francisco, ma che si è licenziato dopo un litigio con il suo capo. Sposato da quattordici anni con Miranda, un'arredatrice d'interni ossessionata dal lavoro, ha tre figli a cui è molto legato: Lydia, Christopher (detto Chris) e la piccola Natalie (Nattie). Il rapporto con sua moglie, tuttavia, è ormai da anni in forte crisi: la goccia che fa traboccare il vaso arriva il giorno del 12º compleanno del figlio Chris, quando Daniel, approfittando dell'assenza della moglie, organizza una festa con animali da cortile nonostante la cattiva pagella del figlio e mettendo a soqquadro la casa. Rincasata in anticipo grazie a una telefonata della sua vicina di casa esasperata della situazione che si era creata, Miranda litiga furiosamente con il marito accusandolo di essere immaturo e inaffidabile, finendo per chiedergli il divorzio. Il giudice, in un'udienza preliminare, assegna temporaneamente la custodia dei figli in via esclusiva alla madre, mentre a Daniel, poiché disoccupato, è permesso vederli solo il sabato; il magistrato inoltre dà a quest'ultimo tre mesi di tempo per trovare un lavoro stabile e un'abitazione. L’uomo, disperato al pensiero di dover trascorrere così tanto tempo lontano dai suoi figli, prova senza successo a opporsi alla sentenza del giudice.
Un sabato sera, venuta a casa di Daniel per riprendere i figli, Miranda comunica all'ex marito la sua intenzione di assumere una governante. Dopo aver provato invano a proporre alla donna di badare lui ai figli dopo la scuola, l’uomo cambia furtivamente due cifre al numero telefonico che Miranda avrebbe consegnato a un giornale per l'annuncio: in questo modo sarebbe stato lui l'unico a poterla contattare. Così, dopo svariati e volontariamente goffi tentativi di approccio, le telefona con la voce di una signora settantenne inglese, molto gentile ed educata, di nome "Mrs. Euphegenia Doubtfire", nome inventato leggendo il titolo di un articolo di giornale. Con l'aiuto di suo fratello Frank e di suo cognato Jack, entrambi truccatori, Daniel riesce perfettamente a creare il personaggio. Si presenta così a casa Hillard e ottiene il lavoro, dopo aver sostenuto un piccolo colloquio e aver fatto un'ottima impressione a Miranda.
Passano alcuni mesi e la famiglia si affeziona sempre più a Mrs. Doubtfire. Nel frattempo Miranda comincia a frequentare un suo ex compagno di scuola, Stuart "Stu" Dunmeyer, un uomo ricco che sta investendo denaro per restaurare un'antica villa con l'intenzione di collaborare con lei per arredarla. Daniel, ingelosendosi, tenta in tutti i modi di far naufragare questa relazione. Un pomeriggio, il figlio Chris sorprende Mrs. Doubtfire in bagno a urinare come un uomo. Daniel è costretto a rivelare a lui e Lydia la sua vera identità, ma chiede loro di non rivelare niente alla madre e alla sorellina più piccola.
L’uomo intanto ha rimesso ordine nella propria vita: ha reso la propria casa confortevole per sé e per i figli e ha trovato lavoro come magazziniere presso un'emittente televisiva. Una sera, rimasto solo in uno studio televisivo, si diverte a giocare con dei dinosauri e viene notato a sua insaputa dal capo della produzione, Jonathan Lundy. Quest'ultimo, rimasto molto colpito dalle sue qualità di doppiatore, gli dice di voler maggiori informazioni sulle sue idee e gli propone di parlare della questione a cena. Sfortuna vuole però che sia alla stessa ora e nello stesso luogo della cena organizzata da Stu per il compleanno di Miranda, la quale ha invitato anche Mrs. Doubtfire. Daniel prova a inventare una scusa per non venire, ma la donna e la figlia piccola Natalie insistono: l’uomo si vede così costretto a prendere parte a entrambe le cene, trovando sempre scuse per alzarsi da tavola e cambiandosi ogni volta nel bagno. A un certo punto, dopo aver bevuto l’ennesimo bicchiere di scotch offertogli da Lundy ed essersi in tal modo ubriacato, si dimentica di cambiarsi e ritorna al tavolo con il capo con gli abiti di Mrs. Doubtfire. Questi, perplesso, gli chiede perché si sia vestito da donna: Daniel, dopo un momento di imbarazzo, afferma che quella sarebbe stata la presentatrice del suo nuovo show, idea che fortunatamente viene approvata da Lundy. Nel frattempo, accecato dalla gelosia e dall'alcool, Daniel s'intrufola nelle cucine e riempie di peperoncino il piatto di Stu, che è allergico all'ingrediente. Quest'ultimo, mangiando la pietanza, ha una crisi respiratoria e rischia di soffocare. Daniel, ancora vestito da Mrs. Doubtfire, accortosi del guaio che ha combinato, accorre in aiuto del suo rivale, ma nel momento in cui pratica la manovra di Heimlich per fargli uscire il boccone la maschera si stacca rivelando il suo vero volto. Scoperto l’inganno, Miranda va su tutte le furie e se ne va con i suoi figli, mentre Stu, colpito dal gesto eroico del rivale, gli stringe la mano in segno di perdono, stranito e stupito.
Alcuni giorni dopo, il giudice conferma l'affidamento unico dei tre figli a Miranda e sentenzia che Daniel potrà continuare a vederli ogni sabato ma solo sotto sorveglianza poiché ritiene il suo comportamento inaccettabile, giudicandolo un padre inaffidabile ed un uomo "mentalmente disturbato". Daniel è distrutto, ma riesce comunque a ottenere la conduzione del nuovo show televisivo come Mrs. Doubtfire, e ottiene presto un enorme successo in tutto il Paese. Miranda, vedendo i figli tristi e lo show di Mrs. Doubtfire in televisione, si reca negli studi televisivi dello show per parlare con Daniel, e a seguito di tale confronto decide di rinunciare alla custodia esclusiva dei figli (come da sentenza del giudice) e permette all’ex marito di vedere i ragazzi tutti i giorni dopo la scuola senza sorveglianza dell'assistente sociale.
Il film termina con la voce di Mrs. Doubtfire la quale spiega ai piccoli telespettatori che il dramma del divorzio e delle famiglie divise si supera con l'amore.

## Personaggi
- Daniel Hillard: Protagonista maschile del film, è un uomo e padre molto stravagante con un talento particolare nell'imitare le voci, ma disoccupato a seguito di una lite con il suo capo. Per il compleanno del figlio organizza una festa strampalata con animali da cortile in casa: se già con sua moglie Miranda c'erano problemi coniugali da molti anni (dovuti soprattutto alle loro responsabilità verso la famiglia), questo episodio è la goccia che ha fatto traboccare il vaso e che porta i due a divorziare. Tiene molto ai suoi figli e soffre nel vederli solamente di sabato, così si veste da Mrs. Doubtfire per poter stare con loro tutti i giorni. Grazie al ruolo che deve interpretare, di raffinata ed equilibrata settantenne, Daniel impara sia a compiere le faccende di casa, come pulire e cucinare, che a mostrare quella seppur occasionale fermezza che prima gli era mancata di fronte ai figli, aiutandoli ad andare meglio a scuola. Dopo essersi accidentalmente smascherato davanti a Miranda, da quel momento in poi sarà Mrs. Doubtfire solo nel suo nuovo programma televisivo.
- Miranda Hillard: Protagonista femminile del film, è la moglie di Daniel e mamma dei tre ragazzi, nonché arredatrice di interni. Metodica, seriosa e poco socievole, divorzia da suo marito dopo l'ennesima lite e le vengono affidati i figli. Si accorge però che ha bisogno di una governante che si occupi di casa e figli e, non fidandosi dell'ex-marito assume Mrs. Doubtfire, ignara del fatto che i due siano la stessa persona. Quando lo scopre, ne rimane molto amareggiata, ma presto capisce che anche Daniel ha il diritto di vedere i loro figli, che per il bene di questi ultimi loro due non possono continuare a litigare e che, seppur dietro una maschera, la presenza dell'uomo nelle loro vite ha reso tutti più felici, aiutandoli per di più a trovare le doti nascoste che prima non sapevano di avere, Miranda compresa. Per questo, poco dopo la scoperta del segreto di Daniel, gli concederà di vedere i ragazzi di più, senza visite sorvegliate e assistenti sociali.
- Lydia Hillard: è la figlia maggiore della coppia. Soffre molto del divorzio dei genitori e di poter vedere il padre molto poco e per questo è inizialmente ostile con Mrs. Doubtfire. È molto protettiva verso i suoi fratelli.
- Christopher "Chris" Hillard: è l'unico figlio maschio della coppia. Ama il calcio e meno lo studio ed è molto legato al padre.
- Natalie Hillard: è la più piccola di casa Hillard, vivace e simpatica.
- Stuart "Stu" Dunmeyer: è un ex-compagno di scuola di Miranda, la quale comincia a frequentarlo poco dopo il divorzio. È il classico affascinante e ricco dongiovanni e si affeziona particolarmente ai figli della donna, soprattutto a Natalie, per questo Daniel è geloso di lui.
- Jonathan Lundy: il direttore della rete televisiva per cui Daniel lavora come magazziniere. Dopo averlo visto improvvisare uno show per bambini, gli propone di cenare insieme per discutere delle sue idee. A causa di troppi drink, Daniel si presenta vestito da Mrs. Doubtfire, ma per sua fortuna al signor Lundy piace il personaggio e accetta di produrre uno show con "lei" come conduttrice.
- Frank Hillard: il fratello omosessuale di Daniel. È un ottimo truccatore e insieme al suo compagno Jack, aiuterà Daniel a trovare il look giusto per essere Mrs. Doubtfire, dal trucco ai vestiti.

## Produzione

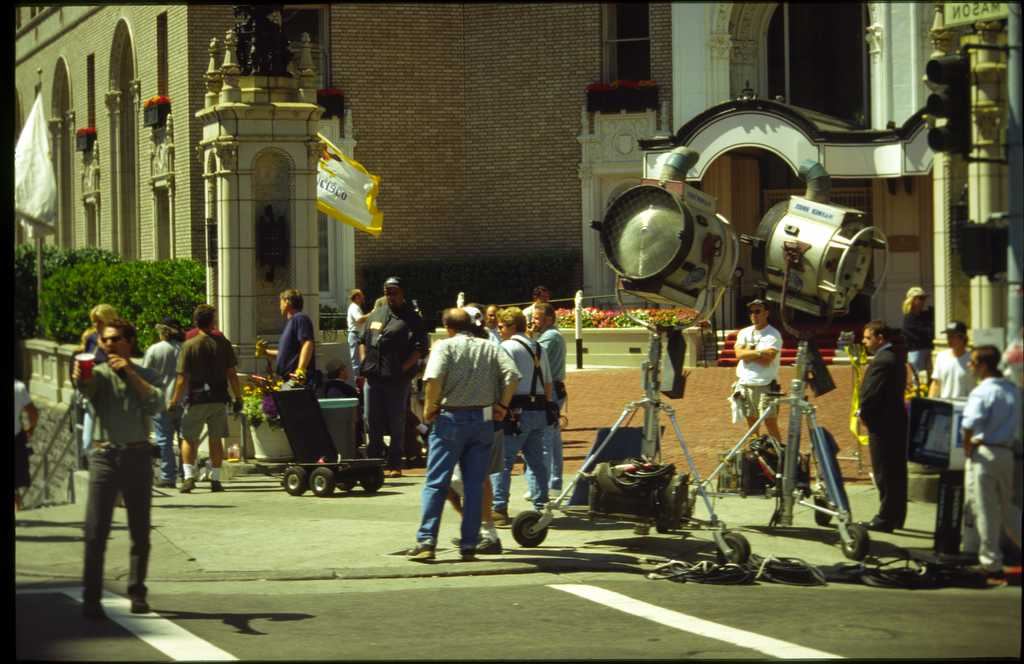
Fotografia scattata sul set del film

Blake Lively non passò l'audizione per il ruolo di Natalie Hillard, andato poi a Mara Wilson. Robin Williams fu scelto dalla stessa Anne Fine per il ruolo di Mrs Doubtfire, mentre Tim Allen era stato proposto sia per il ruolo della governante che per quello di Stu, ma rifiutò entrambe le parti.
I produttori volevano che i genitori alla fine si rimettessero insieme e si risposassero, ma Robin Williams, Sally Field e Chris Columbus pensarono che questo finale sarebbe stato troppo irrealistico e avrebbe dato false speranze ai figli di genitori divorziati.

### Riprese
Il film è stato girato tra San Francisco, Oakland, Redwood City e San Ramon tra il 22 marzo e il 1º luglio 1993.

## Distribuzione
Il film è uscito nelle sale cinematografiche degli Stati Uniti il 24 novembre 1993, mentre in Italia per l'11 febbraio 1994.

## Accoglienza

### Incassi
Mrs. Doubtfire ha guadagnato 219195243 $ negli Stati Uniti e in Canada e 222090952 $ in altri paesi, per un totale mondiale di 441286195 $, divenendo il film di maggior incasso internazionale della 20th Century Fox all'epoca e il secondo film di maggior incasso del 1993, dietro solo a Jurassic Park. Box Office Mojo stima che il film abbia venduto oltre 52,6 milioni di biglietti ai botteghini statunitensi.

### Critica
Al momento della sua uscita, diversi critici hanno paragonato sfavorevolmente Mrs. Doubtfire a A qualcuno piace caldo (1959) e altri hanno notato favorevolmente la sua somiglianza con Tootsie (1982).
Su Rotten Tomatoes, il 70% delle 54 recensioni è positivo, con una valutazione media di 7,7/10. L'accoglienza critica del sito recita: "Sulla carta, Mrs. Doubtfire può sembrare eccessivamente generico o sentimentale, ma Robin Williams brilla così intensamente nel ruolo del protagonista che è difficile resistere al risultato finale". Su Metacritic, il film ha un punteggio di 54 su 100, basato su 16 critici, indicando "recensioni contrastanti o medie". Su IMDb ha una valutazione positiva di 7,1/10.

## Riconoscimenti
- 1994 - Premio Oscar
  - Miglior trucco a Greg Cannom, Ve Neill e Yolanda Toussieng
- 1994 - Golden Globe
  - Miglior film commedia o musicale
  - Miglior attore in un film commedia o musicale a Robin Williams
- 1995 - Premio BAFTA
  - Candidatura per il miglior trucco a Greg Cannom, Ve Neill e Yolanda Toussieng
- 1994 - American Comedy Awards
  - Attore più divertente a Robin Williams
- 1994 - Artios Award
  - Candidatura per il miglior casting per un film commedia a Jane Jenkins e Janet Hirshenson
- 1994 - ASCAP Award
  - Top Box Office Films a Howard Shore
- 1994 - Golden Screen
  - Golden Screen
- 1994 - Nickelodeon Kids' Choice Awards
  - Miglior attore protagonista a Robin Williams
- 1994 - MTV Movie Award
  - Miglior performance comica a Robin Williams
  - Candidatura per la miglior performance maschile a Robin Williams
- 1994 - People's Choice Awards
  - Miglior film commedia
- 1995 - Nastro d'argento
  - Miglior doppiaggio maschile a Carlo Valli
- 1995 - Young Artist Awards
  - Candidatura per il miglior film commedia o musicale per la famiglia
  - Candidatura per il miglior attore giovane a Matthew Lawrence
  - Candidatura per la miglior attrice giovane a Lisa Jakub

## Sequel cancellato
Nel 2014 la 20th Century Fox aveva svelato l'intenzione di realizzare un sequel del film. Tuttavia, l'improvviso decesso di Robin Williams nell'agosto dello stesso anno ha fatto saltare il progetto.